# Amok (film, 1934)
Pour les articles homonymes, voir Amok.
Pour plus de détails, voir Fiche technique et Distribution.
Amok est un film français réalisé par Fedor Ozep, sorti en 1934.
Il s'inspire de  la nouvelle de Stefan Zweig Amok ou le Fou de Malaisie de 1922.

## Synopsis
Dans une petite colonie néerlandaise, au cœur de la jungle malaise, le docteur Holk, grâce à son travail et à beaucoup d'alcool, arrive à survivre malgré le climat, la pestilence des marais, la solitude par l'absence de compatriotes, la folie meurtrière qui frappe parfois certains naturels. Il reçoit la visite d'une riche femme du monde, Hélène de Haviland qui, enceinte de son jeune amant, Jan, veut avorter avant le retour de son mari parti plusieurs mois au-delà des mers. Le docteur refuse mais atteint de folie amoureuse, amok, subjugué par la beauté hautaine de cette femme il déclare qu'il est prêt à pratiquer l'intervention si elle se donne à lui. 
Elle ne l'écoute pas davantage et dans sa limousine décapotable conduite par Maté elle retourne dans sa luxueuse demeure où elle va retrouver Jan pour lui annoncer qu'elle veut rompre. Décidée de ne pas mener à terme sa grossesse, elle se rend dans un bouge où elle rencontre un praticien chinois qui se charge de l'affaire. L'intervention est funeste et lorsque le mari revient, c'est le cadavre de sa femme qu'il trouve. Le docteur Holk voulant sauver la réputation de celle qu'il a aimé permet l'inhumation mais Monsieur Haviland veut ramener le corps de son épouse dans son pays natal pour qu'il soit autopsié. 
Le médecin fermement résolu à sauvegarder l'honneur de cette femme provoque l'immersion du cercueil et se noie par la même occasion.

## Fiche technique
- Titre français : Amok
- Réalisation : Fedor Ozep,
- Scénario : d'après la nouvelle de Stefan Zweig Amok ou le Fou de Malaisie (Der Amokläufer) avec des dialogues de Henri-René Lenormand
- Décors : Lazare Meerson et Alexandre Trauner
- Direction générale : Noël Bloch
- Photographie : chef opérateur, Curt Courant et opérateur Charles Bauer
- Son : ingénieur du son, Antoine Archimbaud
- Assistants : André Lang, André Cerf (prénom à confirmer), et Georges Friedland (prénom à confirmer)
- Montage : Henri Rust
- Coordinateurs des effets spéciaux : Paul Minine et Nicolas Wilcke
- Musique : Karol Rathaus
- Lyrics : Louis Poterat
- Régie : Dimitri Dragomir (prénom à confirmer)
- Producteurs : Bernard Natan, Émile Natan, Pathé Natan
- Société de production : production réalisée dans les studios sonores Pathé-Natan à Joinville-le-Pont. Oscar Rosenbergs Filmbyra.
- Pays de production :  France
- Format : Noir et blanc - 35 mm - 1,37:1 - Son mono - enregistrement sonore R.C.A. par procédé photophone
- Genre :  Drame
- Durée : 92 minutes (2 400 mètres)
- Date de sortie : 
  - France : 14 septembre 1934

## Distribution
- Marcelle Chantal : Hélène Haviland
- Jean Yonnel : le docteur Holk
- Valéry Inkijinoff : Amok et Maté
- Jean Servais : Jan
- Hubert Daix : Van der Tomb
- Fréhel : La chanteuse
- Claude Barghon : Lili Haviland
- Jean Galland : Monsieur Haviland
- Madeleine Guitty : La servante du cabaret
- Soura Hari : danseuse balinaise
- Toshi Komori : Danseur balinais
- Josiane Lisbey
- Phili Lovray
- Pierre Magnier : Le président
- Teddy Michaud

## Récompenses et distinctions
- Pour ce film, Fedor Ozep a été sélectionné pour la Coupe Mussolini de la Mostra de Venise 1934.

## Autour du film
- Fréhel interprète dans le bouge J'attends quelqu'un.
- Les décors en studio de la jungle malaise sont très soignés mais la densité des éléments est telle que les acteurs avancent avec beaucoup de précautions.
- Les scènes en plein air ont probablement été tournées aux Studios de la Victorine à Nice.
- Marcelle Chantal doit tenir le rôle de Madame Hélène Haviland qui décède à la fin du film; elle a un peu de mal à garder les paupières fixes.
- Au début du film il y a un groupe de jolies jeunes filles asiatiques, poitrine nue, qui pilent nonchalamment une matière blanche visqueuse. On peut trouver étrange que le docteur Holk ne les ait pas préférées à Madame Marcelle Chantal ou alors on peut penser que ces jolies indigènes méritaient mieux que Jean Yonnel.
- Si l'on en croit l'article Information from Answers, un comité de sélection de journalistes américains a trouvé que ce film n'avait pas assez de qualités pour être diffusé aux États-Unis.
- La plupart des renseignement de la fiche technique et de la distribution ont été recopiés à partir du générique du film diffusé sur FR3 le 25 mars 2013
- Une première adaptation de cette nouvelle avait été réalisée par le géorgien Koté Mardjanichvili en 1927 ; la 3e version a été tournée par le mexicain Antonio Momplet en 1944, et la plus récente l'a été par le français Joël Farges en 1993 : Amok.
- Le film Amok réalisé par le marocain Souheil Ben Barka en 1982 n'a rien à voir avec la nouvelle de Stefan Zweig.